# Guillermo Rigondeaux
Guillermo Rigondeaux Ortíz (La Prueba, 30 de setembro de 1980) é um boxeador profissional de Cuba. Ele é o atual campeão linear dos super-galos, tendo unificado os títulos da WBA, WBO e da revista The Ring Magazine. É considerado o melhor super galo do boxe atual e número 5 do ranking peso por peso.

## Deserção
Em julho de 2007, durante os Jogos Pan-americanos do Rio de Janeiro, Rigondeaux desertou da delegação cubana junto com Erislandy Lara, também boxeador. No início de agosto, Rigondeaux e Lara foram presos e repatriados. Em 2009, Rigondeaux tentou uma nova fuga, indo para Miami, nos Estados Unidos, tentar uma carreira internacional.